# Otoptris
Otoptris is een geslacht van vlinders van de familie sneeuwmotten (Lyonetiidae).

## Soorten
- O. lioxantha Meyrick, 1915
- O. omphacina Meyrick, 1915
- O. penetralis Meyrick, 1915
- O. pissantha Meyrick, 1915